# Marcel Vlad
Marcel Vlad (ur. 5 lutego 1948) – rumuński zapaśnik walczący w stylu klasycznym. Olimpijczyk z Monachium 1972, gdzie odpadł w eliminacjach w kategorii do 74 kg.
Mistrz igrzysk bałkańskich w 1968 roku.